# جودي كامبل
جودي كامبل (بالإنجليزية: Judy Campbell)‏ هي كاتبة مسرحية وكاتِبة وممثلة بريطانية (وحملت سابقاً جنسية المملكة المتحدة لبريطانيا العظمى وأيرلندا)، ولدت في 31 مايو 1916 في المملكة المتحدة، وتوفيت في 6 يونيو 2004 بلندن في المملكة المتحدة بسبب مرض.

## وصلات خارجية
- جودي كامبل على موقع IMDb (الإنجليزية)
- جودي كامبل على موقع ألو سيني (الفرنسية)
- جودي كامبل على موقع ميوزك برينز (الإنجليزية)
- جودي كامبل على موقع أول موفي (الإنجليزية)
- جودي كامبل على موقع قاعدة بيانات الأفلام السويدية (السويدية)
- جودي كامبل على موقع قاعدة بيانات الفيلم (الإنجليزية)
- جودي كامبل على موقع كينوبويسك (الروسية)